# Epimedium dolichostemon
Epimedium dolichostemon är en berberisväxtart som beskrevs av William Thomas Stearn. Epimedium dolichostemon ingår i släktet sockblommor, och familjen berberisväxter. Inga underarter finns listade i Catalogue of Life.